# 2012年4月

## 4月2日
- 匈牙利总统施米特·帕尔因20年前所写的博士论文被指抄袭而被迫辞职。凤凰网（页面存档备份，存于）

## 4月3日
- 全国民主联盟在昂山素季的率领下在1日举行的缅甸议会补选中获得45个补选议席中的43个。凤凰网（页面存档备份，存于）

## 4月5日
- 安理会通过主席声明，敦促叙利亚各方尽快停火。新华网 Archive.today的存檔，存档日期2013-04-28

## 4月6日
- 马里图阿雷格武装组织阿扎瓦德民族解放运动宣布其占领的阿扎瓦德地区独立。凤凰网（页面存档备份，存于）

## 4月7日
- 马拉维副总统乔伊丝·班达宣誓就任总统，以接替两天前因心脏病突发去世的前总统宾古·瓦·穆塔里卡。国际在线（页面存档备份，存于）
- 繼緬甸政府與克倫民族聯盟簽署和平談判紀要後，總統吳登盛首次會晤這支最大少數民族反政府武裝的首領，尋求實現“持久和平”。新华网（页面存档备份，存于）

## 4月8日
- EXO出道。

## 4月10日
- 中国共产党中央政治局委员薄熙来因受王立军事件和其妻薄谷开来涉嫌谋杀尼尔·伍德一案等影响被中国共产党中央委员会停止职务和立案调查。人民网（页面存档备份，存于）新华网（页面存档备份，存于）新华网（页面存档备份，存于）

## 4月11日
- 印尼時間下午15時38分在印度洋海域發生8.6級地震。新华网 Archive.today的存檔，存档日期2013-04-28
- 朝鲜劳动党举行第四次代表会议，推举金正恩为朝鲜劳动党第一书记、朝鲜劳动党中央军事委员会委员长，同时任朝鲜劳动党中央政治局委员、政治局常委，会议还拥戴已故领导人金正日为“朝鲜劳动党永远的总书记”。新华网（页面存档备份，存于）

## 4月12日
- 朴槿惠率领的新国家党在11日举行的韩国国会选举中获胜，获得国会过半数席位。环球网（页面存档备份，存于）
- 美國水牛城大學（University of Buffalo）心理學家研究發現，若具備可控制「催產素」功能與「血管加壓素受器（vasopressin receptor）」之特定基因，就算真覺得這世界是險惡的，也將發揮其正向作為。中央社（页面存档备份，存于）
- 几内亚比绍军人发动政变，逮捕并关押几比代总统雷蒙多·佩雷拉和卡洛斯·戈梅斯等政府高官。新华网 Archive.today的存檔，存档日期2013-04-28

## 4月13日
- 朝鲜第12届最高人民会议第五次会议推举金正恩为朝鲜国防委员会第一委员长。中国新闻网（页面存档备份，存于）
- 朝鲜光明星3号通讯卫星在平安北道铁山郡由银河3号运载火箭搭载升空，其后由于运载火箭发生爆炸而坠毁。搜狐（页面存档备份，存于）
- 由于朝鮮不顧美國反對進行了“導彈發射”，美國將不會履行與朝鮮先前達成的糧食援助協議。新华网（页面存档备份，存于）
- 帕劳最高法院下午批准了中国船员与帕劳政府达成的庭外和解协议。根据协议，中国船员承认非法侵入和非法捕鱼两项罪名，接受17天监禁和每人1000美元的处罚，帕劳检方则放弃就本案提出其他控诉。中国新闻网（页面存档备份，存于）

## 4月14日
- 第六届美洲国家首脑会议在哥伦比亚卡塔赫纳开幕。新华网

## 4月16日
- 正在华盛顿访问的日本东京都知事石原慎太郎在演讲中表示：“正在和尖阁诸岛(即中国所称的钓鱼诸岛土地的个人所有者进行交涉，准备进行购买。经过东京都议会认可后，力争在年内购买。”中国青年报（页面存档备份，存于）
- 美国总统奥巴马提名的美籍韩裔医学专家金墉成功当选世界银行第十二任行长。新华网

## 4月17日
- 亚洲最大的射电天文望远镜在上海佘山吊装成功。这台口径达到65米的望远镜主要功能被确定为倾听来自太空深处的微弱信号，并为中国的的深空探测指引方向，同时还会在“嫦娥三号”、火星探测器等工程中发挥作用。劳动报
- 菲律宾海岸警卫队的“埃德赛号” 护卫舰悬挂白旗驶抵南海黄岩岛水域，替换自上周起就加入对峙的“巴拉望号”。菲外交部发言人称，悬挂白旗是表示“希望和平解决此次对峙的意愿”。新华网（页面存档备份，存于）
- 东帝汶前国防军司令陶尔·马坦·鲁阿克在16日举行的东帝汶总统选举第二轮投票中获胜，将成为新一任东帝汶总统。新华网（页面存档备份，存于）

## 4月18日
- 南苏丹驻华使馆临时代办瓦伦蒂诺在北京与中国外交部长杨洁篪会晤，递交了临时代办介绍信，表达了南苏丹将设驻华大使馆的意向。中国新闻网（页面存档备份，存于）
- 涉嫌非法进入帕劳海域捕鱼的25名中国渔民17时乘坐包机抵达海口美兰国际机场，被帕警方开枪误击死亡的卢永的遗体也同机回国。中国新闻网（页面存档备份，存于）
- 伦敦奥运会口号——“Inspire a generation”在开幕倒计时100天时公布，翻译中文为“激励一代人”。中国新闻网（页面存档备份，存于）
- 苏丹总统奥马尔·巴希尔向南苏丹宣战，威胁推翻南苏丹现政府，夺回被南苏丹占领的石油重镇黑格里格（英语：Heglig）。中国新闻网（页面存档备份，存于）

## 4月19日
- 韩国仁川地方法院于上午10时(北京时间9时)援引韩“专属经济区法”对中国渔船“鲁文渔”号船长程大伟涉嫌刺死韩国海警一案进行宣判。程大伟被判处30年有期徒刑，罚款2000万韩元(约合人民币11.2万)。因涉嫌妨碍特殊公务执行而一同被起诉的8名船员中，刘德福和王国辉(音)，被判处2年有期徒刑，罚款1000万韩元(约合人民币5.6万)，其他6名船员，被判处1年零6个月有期徒刑。与此案相关的“辽葫渔”船长刘连成亦被判处5年有期徒刑，罚款2000万韩元(约合人民币11.2万)。人民网（页面存档备份，存于）
- 中国外交部发言人刘为民19日在例行记者会上表示，中方不接受韩方单方面适用“专属经济区法”对中国渔民作出判决。中国新闻网（页面存档备份，存于）
- 印度于当地时间19日8时5分(北京时间19日10时35分)在东部奥迪沙邦的惠斯勒岛成功试射烈火-5洲际弹道导弹。印度国防研究与发展组织确认发射成功并“精确命中目标”。“烈火-5”射程超5000公里，射程覆盖整个亚洲、俄罗斯的大部分和欧洲东部。 中国新闻网（页面存档备份，存于）
- 朝鲜人民军最高司令部发言人发表声明称，朝鲜将针对韩国当局的挑衅行动发动全民“圣战”，并且已做好“摧毁首尔”的准备。东方早报
- 东京电力公司福岛第一核电站1～4号机组19日将依据《电气事业法》予以废止。到20日零点起，日本国内的商用核电机组数量将减少为50座。 中国新闻网（页面存档备份，存于）
- 李纳斯·托沃兹和山中伸弥获得2012年度千禧年科技奖（Millennium Technology Prize）。Technology Academy Finland

## 4月20日
- 巴基斯坦博雅航空一架从卡拉奇真纳国际机场飞往伊斯兰堡贝娜齐尔·布托国际机场的波音737客机在降落时坠毁，机上127人全部遇难。中国新闻网（页面存档备份，存于）

## 4月22日
- 当地时间21日18时30分，荷兰一列城际快车与一列当地通勤列车在阿姆斯特丹西郊相撞，导致125人受伤，56人伤势严重，13人生命垂危。中国新闻网（页面存档备份，存于）
- 法国总统选举展开第一轮投票。BBC中文网（页面存档备份，存于）

## 4月26日
- 联合国塞拉利昂特别法庭对利比里亚前总统查尔斯·泰勒被控在塞拉利昂内战期间犯有战争罪一案作出有罪裁决。新华网 Archive.today的存檔，存档日期2013-04-28

## 4月27日
- 海上联合2012中俄海上联合军演圆满落幕。新华网

## 4月28日
- 干净与公平选举联盟在马来西亚首都吉隆坡发起要求改革选举的大规模集会，参加者在与警方发生冲突后导致512人被捕。澳洲广播电台